# Lewis Pullman
Lewis Pullman (Los Ángeles, California, 29 de enero de 1993) es un actor estadounidense.

## Primeros años
Pullman nació en Los Ángeles, California, es hijo del actor Bill Pullman y la bailarina moderna, Tamara Hurwitz. Es el menor de tres hijos. Además, tiene ascendencia rusa y judía por parte de su madre.

## Filmografía
| Cine       | Cine                           | Cine                  | Cine             |
| Año        | Título                         | Rol                   | Notas            |
| ---------- | ------------------------------ | --------------------- | ---------------- |
| 2017       | The Ballad of Lefty Brown      | Billy Kitchen         |                  |
| 2017       | Aftermath                      | Extraño / Samuel      |                  |
| 2017       | Lean on Pete                   | Dallas                |                  |
| 2017       | Battle of the Sexes            | Larry Riggs           |                  |
| 2018       | Los extraños: cacería nocturna | Luke                  |                  |
| 2018       | Bad Times at the El Royale     | Miles Miller          |                  |
| 2019       | Them That Follow               | Garret                |                  |
| 2022       | Top Gun: Maverick              | Bob                   |                  |
| 2023       | The Starling Girl              | Owen Taylor           |                  |
| 2024       | Salem's Lot                    | Ben Mears             |                  |
| 2024       | Riff Raff                      | Rocco                 |                  |
| 2025       | Thunderbolts*                  | Bob Reynolds / Sentry |                  |
| Televisión |                                |                       |                  |
| Año        | Título                         | Rol                   | Notas            |
| 2015       | Highstone                      | Highstone Liggetts    | 1 episodio       |
| 2019       | Catch-22                       | Major Major           | Elenco principal |
| 2022       | Outer Ranger                   | Rhett Abbott          | Elenco principal |
| 2023       | Lessons in Chemistry           | Calvin Evans          | 4 episodios      |